# 三星堆镇
三星堆镇是中华人民共和国四川省德阳市广汉市下辖的一个镇。2019年12月，撤销西外乡和南兴镇，设立三星堆镇，以原西外乡和原南兴镇所属行政区域为三星堆镇的行政区域。2021年5月，将三星堆镇金山社区天府大道北延线至三星堆大道西段中心线以东北，及狮堰社区、金谷社区汉州大道南段中心线以东所属行政区域划归雒城街道管辖。

## 行政区划
三星堆镇下辖以下村级行政区划单位：
镇社区、第二社区、南兴村、双龙村、东岗村、米花村、三星村、真武村、回龙村、仁义村、欢喜村、仁寿村、义安村、群力村、朝阳村、塔子村、北新村、盛和村、白果村和红星村。